# Да Силвейра да Силва, Клейтон
Кле́йтон да Силве́йра да Си́лва (порт.-браз. Clayton da Silveira da Silva; родился 23 октября 1995 года в Рио-де-Жанейро, Бразилия) — бразильский футболист, выступающий в ССА Масейо на позиции атакующего полузащитника или нападающего.

## Клубная карьера
Клйетон — воспитанник клуба «Фигейренсе». 4 ноября 2012 года в выездном матче против «Фламенго» (0:1) он дебютировал в бразильской Серии А. Проведя ещё одну игру за первую команду, весь 2013 год выступал за молодёжный состав. 3 августа 2014 года в домашнем поединке против «Спорт Ресифи» (3:0) Клейтон забил свой первый гол за «Фигейренсе». В конце 2015 года интерес к футболисту обозначили российские «Спартак» и ЦСКА. 23 февраля 2016 года за 3 миллиона евро был продан в «Атлетико Минейро». Контракт был подписан на 5 лет. За указанную сумму «Атлетико Минейро» перешло 50 % прав на игрока, кроме того в аренду «Фигейренсе» были отданы нападающий Рафаэл Моура и полузащитник Додо. В первой же игре 13 марта 2016 года на выезде против «Америка Минейро» (1:1) игрок отличился голом. Не сумев проявить себя в новом клубе, 22 марта 2017 года был отдан в аренду «Коринтиансу» до конца сезона 2016/17. Пропустив из-за травмы первую половину 2018 года, 10 августа 2018 года на условиях годичной аренды перешёл в «Баию». После возвращения из аренды в августе 2019 года не выдержал конкуренцию за место в основном составе. С 6 сентября по 31 декабря 2019 года находился в аренде в «Васко да Гаме». 25 июня 2020 года расторг контракт с «Атлетико Минейро» по обоюдному согласию.
C 18 августа 2020 года Клейтон находился на просмотре в киевском «Динамо», а 6 октября 2020 года стал его игроком.

## Международная карьера
В 2015 году в составе олимпийской сборной Бразилии Клейтон стал бронзовым призёром Панамериканских игр в Торонто. На турнире он принял участие в матчах против команд Канады, Перу, Уругвая и дважды Панамы. В поединках против канадцев, уругвайцев, перуанцев и панамцев Клейтон забил по голу.

## Титулы и достижения
- Чемпион Украины (1): 2020/2021
- Обладатель кубка Украины (1): 2020/2021
- Чемпион штата Баия (1): 2019
- Чемпион штата Сан-Паулу (1): 2017
- Чемпион штата Минас-Жерайс (1): 2016
- Чемпион штата Санта-Катарина (2): 2014, 2015
- Чемпион Бразилии (1): 2017 (постфактум)
- Бронзовый призёр Панамериканских игр (1): 2015